# Huaquillas
Huaquillas – miasto w Ekwadorze, w prowincji El Oro, stolica kantonu Huaquillas.